# Hirmoneura arizonensis
Hirmoneura arizonensis är en tvåvingeart som beskrevs av Joseph Charles Bequaert 1934. Hirmoneura arizonensis ingår i släktet Hirmoneura och familjen Nemestrinidae. Inga underarter finns listade i Catalogue of Life.